# Reprezentacja Litwy na Mistrzostwach Świata w Narciarstwie Klasycznym 2007
Reprezentacja Litwy na Mistrzostwach Świata w Narciarstwie Klasycznym 2007 liczyła 1 sportowca. Najlepszym wynikiem było 30. miejsce Iriny Terentiewej w biegu kobiet na 10 km.

## Medale

### Złote medale
Brak

### Srebrne medale
Brak

### Brązowe medale
Brak

## Wyniki

### Biegi narciarskie kobiet
Sprint
- Irina Terentiewa - 58. miejsce

Bieg na 10 km
- Irina Terentiewa - 30. miejsce

Bieg na 15 km
- Irina Terentiewa - 44. miejsce